# Lycoperdina bovistae
Lycoperdina bovistae är en skalbaggsart som först beskrevs av Fabricius 1793.  Lycoperdina bovistae ingår i släktet Lycoperdina, och familjen svampbaggar. Enligt den svenska rödlistan är arten nära hotad i Sverige. Arten förekommer i Götaland och Öland. Artens livsmiljö är skogslandskap.

## Bildgalleri

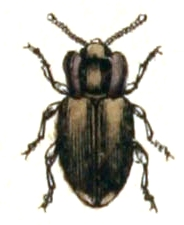